# Robert Schiff (Maler, 1934)
Robert Schiff (* 1934 in Timișoara, Königreich Rumänien) ist ein deutscher Schriftsteller und Maler aus der Volksgruppe der Banater Schwaben.

## Leben
Zu der Vielzahl der Ausstellungen der Werke Robert Schiffs gehörten unter anderem Einzelausstellungen 1970, 1974 und 1978 in Timișoara, 1972 und 1977 in Bukarest, 1981 in Köln, 2000 und 2001 in München und Traunreut, sowie zahlreiche Gruppenausstellungen. Robert Schiff ist zudem literarisch tätig und veröffentlicht in Zeitschriften und Anthologien. Zusammen mit Julia Schiff übersetzte er Werke von Márton Kalász aus dem Ungarischen. 1997 erhielt er den 1. Preis der Nikolaus Lenau Stiftung in Österreich und beim Banater Literaturwettbewerb 2000 den 2. Preis. Robert Schiff lebt seit 1981 in München.
Robert Schiff ist der Ehemann der Schriftstellerin Julia Schiff.

## Werke (Auswahl)

### Bilder
- Blick über die Mauer, Öl
- Kanne und Flaschen, Öl auf Leinwand
- Spinne. Öl auf Leinwand

### Bücher
- Feldpost, Südostdeutsches Kulturwerk, München, 1994
- Márton Kalász: Dunkle Wunde. Hölderlin-Gedichte, aus dem Ungarischen übersetzt mit Julia Schiff, Das Wunderhorn, Heidelberg, 2003
- Márton Kalász: Dezimierungszettel, aus dem Ungarischen übersetzt mit Julia Schiff, „Neue Zeitung“-Bücher, Band 3, Budapest, 2002